# 古城の朝鮮ウメ
古城の朝鮮ウメ（ふるじろのちょうせんウメ）は、宮城県仙台市若林区古城2丁目の宮城刑務所構内に生育しているウメ（梅）の古木である。伊達政宗が文禄2年（1593年）の文禄の役に際して朝鮮から持ち帰ったものと伝えられ、推定の樹齢は220年以上とも360年ともされる。昭和17年（1942年）に、国の天然記念物に指定された。天然記念物としての指定名称は「朝鮮ウメ」。刑務所の敷地内に生育しているため、通常は非公開である。

## 由来
このウメは、仙台藩初代藩主の伊達政宗が、朝鮮半島から持ち帰ったものである。文禄の役で朝鮮に出兵した政宗は、現地でウメの名木を見つけた。政宗はそのウメを鉢植えにし、徳川氏の監察を務めていた松平友三郎という人物に頼んで持ち帰った。仙台に戻った後、政宗はウメを仙台城に植え、後に晩年の居城とした若林城の敷地内に植え替えた。寛永13年（1636年）政宗の死後、その遺言によって若林城は廃され、跡地は薬園となった。
廃藩置県後、若林城の跡地には明治12年（1879）に西南戦争国事犯などの収容を目的とした宮城集治監が設置された。宮城集治監は明治36年（1903年）に宮城監獄と統合されて宮城監獄と改称し、大正11年（1922年）に宮城刑務所と改称された。平成16年（2004年）からの宮城刑務所の全体改築に伴って発掘調査が行われ、若林城の建物跡や周辺の施設などの遺構が発見された。それらの遺構などから推定して、若林城跡地の東側にあたる地域に生育するこのウメは、城に付随して作られていた庭園に植えられていた可能性が指摘されている。
樹高は9メートル、根元の周囲は約1.7メートルあり、枝の広がりは東西方向に17メートル、南北に22メートルほどとなり、約330平方メートルの面積を占めている。このウメは遅咲きで、白色一重の大輪で香り高い花を咲かせ、大きな果実を実らせる。地面を這うように枝や幹が伸びる典型的な「臥龍梅」（ウメの一変種）であり、日本最大のものといわれる。昭和17年（1942年）9月19日に、「臥龍梅ノ巨樹トシテ稀有ノモノナリ」との理由で、国の天然記念物に指定された。今あるウメの木は、最初のウメに接ぎ木したもので2代目にあたるという。かつての主幹は、昭和51年（1976年）の台風で倒れてしまったが、残った3株の支幹の樹勢は旺盛である。
宮城刑務所の敷地内に生育しているため一般には非公開であるが、年に一度開催される矯正展の所内見学ツアーにおいて見ることができる。また、刑務所北側に写真入りの説明板がある。2015年7月18日放送のブラタモリでは特別に許可を得てウメの撮影を行った。
仙台市青葉区の西公園には、明治8年（1875年）に分植されたこのウメの子孫の木が生育しており、「西公園の臥龍梅」として仙台市保存樹木に指定されている。なお、このウメの小枝を収集して接ぎ木によりクローン増殖した若木が1本、森林総合研究所林木育種センター東北育種場内に保存されている。
松島町の瑞巌寺にも伊達政宗が朝鮮から持ち帰ったとの伝承を有する臥龍梅（紅梅・白梅の2本）があり、宮城県指定天然記念物となっている。
朝鮮ウメと同時に持ち帰られた藤は拝領した家臣の子孫が仙台市子平町の自宅で管理しており、仙台市の指定天然記念物『子平町の藤』となっている。普段は公開はされていないが、年に一度一般公開されている。

## 交通アクセス
所在地
- 宮城県仙台市若林区古城2-3-1 宮城刑務所構内

交通
- 東日本旅客鉄道（JR東日本）東北本線仙台駅から、市営地下鉄南北線乗車で「河原町駅」下車徒歩約15分。または仙台駅から、市営バス乗車で「南小泉3丁目バス停」下車徒歩約1分。